# Альшех, Моше
Моше Альшех (Алших, Альших, Алшех, Аль-шейх; ивр. משה אלשייך‎; 1508, Адрианополь — 1593, Цфат) — раввин, мудрец-каббалист из города Цфат. Ученик рабби Йосефа Каро. Знаменитый комментатор Торы и Танаха.
Родился в Адрианополе (Эдирне). Учился в иешиве в Салониках у раввина Йосефа Тайтацака. В дальнейшем переселился в город Цфат. Учился у Йосефа Каро, автора книги «Шулхан Арух» и получил от него смиху (статус раввина). Прославился как оратор. Выступал по субботам с речами в синагоге. Ездил по еврейским общинам Ближнего Востока в целях сбора средств для ешив Цфата. Написал ряд книг — комментариев к Танаху. Возглавлял иешиву в Цфате. Среди его учеников наиболее известны раввины Хаим Виталь и Йом-Тов Цахалон.
Известен также тем, что запретил покупать привитые этроги.
Моше Альшех, в своём комментарии к Торе (Втор. 6:6), написал ставшую знаменитой фразу: «Слова, исходящие из сердца, проникают в сердце!».
Альшеху принадлежит разъяснение следующего характера: «День субботний соблюдай не только как отдых от работы, но и освящай его изучением Торы, проникновением в её тайны… Не следует думать, что отдых от работы и есть всё, что требуется от человека».
Альшех объясняет слова: «Лучше слушать обличения от мудрого, нежели слушать песни глупых; потому что смех глупых то же, что треск тернового хвороста под котлом» (Екк. 7:5-6) следующим образом: «Хотя песнь глупца — глупа, это не значит, что она не имеет последствий. Она может очернить мудреца так же, как горящие под котлом тернии коптят его.»